# Nikita Alexejewitsch Schabalkin
Nikita Alexejewitsch Schabalkin (russisch Никита Алексеевич Шабалкин; * 10. Oktober 1986 in Ordschonikidse, RSFSR) ist ein russischer Basketballspieler. Nach einer Ausbildung in den Juniorenmannschaften des dominierenden russischen Basketballvereins PBK ZSKA aus Moskau spielte Schabalkin für verschiedene russische Vereine. In der Saison 2011/12 spielt er für Lokomotiv Kuban aus Krasnodar. Mit der russischen Nationalmannschaft gewann Schabalkin die Basketball-Europameisterschaft 2007 und holte bei der EM 2011 eine Bronzemedaille.

## Karriere
2002 wechselte Schabalkin aus den Jugendmannschaften von Lokomotiv aus dem südrussischen Mineralnyje Wody in die Juniorenmannschaft von ZSKA Moskau. 2004 zeigte er bei der U18-Europameisterschaft starke Leistungen mit 18,5 Punkten und 9,1 Rebounds pro Spiel, wurde dabei aber noch von seinem Mannschaftskameraden Nikita Kurbanow übertroffen. Anschließend wurde Schabalkin vom Moskauer Armeesportklub ZSKA an den Luftwaffensportklub ZSK WWS aus Samara ausgeliehen, kehrte aber in der Spielzeit 2005/06 zu ZSKA zunächst zurück, bei denen er nur in wenigen Spielen zu Saisonbeginn in der Herrenmannschaft eingesetzt wurde. So ging Schalbalkin 2006 erneut zurück nach Samara und gewann mit ZSK WWS in der Saison 2006/07 den Titel der letztmals ausgespielten FIBA EuroCup Challenge. Anschließend nahm ihn Nationaltrainer David Blatt auch angesichts starker Leistungen in diesem Wettbewerb mit in den Kader für die Basketball-Europameisterschaft 2007 auf. Zwar wurde Schabalkin während des Endrundenturniers nur in der Hälfte der Spiele und dann auch nicht mehr als fünf Minuten pro Spiel eingesetzt, durfte am Ende aber mit seinen Mannschaftskameraden nach dem überraschenden Finalerfolg über Gastgeber Spanien den Gewinn der Goldmedaille feiern.
Für die Saison 2007/08 wechselte er zurück in die Oblast Moskau und spielte für den Vorortverein aus Chimki. Mit diesem Verein erreichte er zweimal hintereinander die Finalserie um die russische Meisterschaft gegen ZSKA, in denen man seinem Ex-Verein jedoch unterlegen war. Im Eurocup 2008/09 erreichte man im zweitwichtigsten europäischen Vereinswettbewerb das Finale, unterlag jedoch dem litauischen Verein Lietuvos rytas Vilnius. Schabalkin selbst konnte sich in der stark besetzten Mannschaft von Trainer Sergio Scariolo jedoch nicht durchsetzen und wurde während des „Elite Eight“-Turniers in Turin nicht eingesetzt. Er verlor auch seinen Platz im Nationalmannschaftskader und gewann mit der russischen Studentenauswahl bei der Universiade 2009 die Silbermedaille. Anschließend wechselte er zu Triumph nach Ljuberzy, einem weiteren Moskauer Vorortverein, bei dem er in der Saison 2009/10 nach sechs Ligaspielen verletzungsbedingt die meiste Zeit aussetzte. Für die Saison 2010/11 wechselte er zu MBK Dynamo Moskau, bei denen er sich durch starke Leistungen einen Platz im Nationalmannschaftskader wieder zurückerobern konnte. Dynamo Moskau beendete die Saison jedoch auf dem vorletzten Tabellenplatz in der neu geschaffenen PBL und wurde von einer weiteren Saison in der höchsten russischen Spielklasse ausgeschlossen, worauf Schabalkin seinen Zweijahresvertrag beendete und für die Saison 2011/12 zu Lokomotiv Kuban nach Krasnodar wechselte. Mit der russischen Nationalmannschaft gewann Schabalkin bei der EM-Endrunde 2011 alle Spiele bis zum Halbfinale, in dem man gegen Frankreich verlor, aber anschließend im Spiel um den dritten Platz die Überraschungsmannschaft des Turniers Mazedonien besiegte und die Bronzemedaille sicherte. Schabalkin selbst war erneut nur Ergänzungsspieler und wurde nur in drei Spielen eingesetzt.